# جلجامش (نورجارد)
جلجامش  (بالإنجليزية: Gilgamesh)‏ هي أوبرا عام 1972 لبير نورغان. حصلت الأوبرا على جائزة الموسيقى من المجلس الشمالي في عام 1974

## التسجيل
- جلجامش جوقة الراديو السويدية، أوركسترا الراديو السويدية، أوركسترا الإذاعة الوطنية الدنماركية، تاماس فيتو، أوليفر كنوسن مع رحلة إلى الشاشة الذهبية ديكابو